# The Constable's Daughter (film 1915)
The Constable's Daughter è un cortometraggio muto del 1915 diretto da Frank Cooley. Prodotto dalla American Film Manufacturing Company su un soggetto di J. Edward Hungerford, il film era una commedia che aveva come interpreti Joe Harris, Virginia Kirtley, Fred Gamble, Gladys Kingsbury, Webster Campbell.

## Trama
Silas, il poliziotto del villaggio, non ce la fa a catturare il ladro di polli locale. Anzi, per il freddo patito durante la caccia, finisce a letto. Sua figlia Mildred prende la pistola, il distintivo del padre e si mette sulle tracce del malandrino, riuscendo a catturarlo. Già che c'è, poco dopo arresta Bob, un vagabondo, facendogli una multa di dieci dollari. I due giovani, però, finiscono per innamorarsi e Silas, quando torna guarito, li sorprende insieme in prigione. Furibondo, caccia via il barbone ma Mildred segue lo straniero, facendo infuriare ancora di più il padre che corre loro dietro armato di un bastone. Lo straniero si arrampica su di un albero mentre Silas, afflitto dai reumatismi, non può seguirlo. Mildred, intanto, torna alla prigione dove libera dalla cella Joe. Silas cerca di riprenderlo, ma sta per avere la peggio su di lui quando giunge in suo soccorso Bob. Il poliziotto adesso è costretto, almeno per gratitudine, a lasciare amoreggiare in pace Mildred e il nuovo venuto.

## Produzione
Il film fu prodotto dalla American Film Manufacturing Company.

## Distribuzione
Distribuito dalla Mutual, il film - un cortometraggio in due bobine - uscì nelle sale statunitensi il 23 febbraio 1915.